# Diócesis de Fukuoka
La diócesis de Fukuoka (en latín: Dioecesis Fukuokaen(sis) y en japonés: カトリック福岡司教区) es una circunscripción eclesiástica latina de la Iglesia católica en Japón, sufragánea de la arquidiócesis de Nagasaki. La diócesis tiene al obispo Josep Maria Abella Batlle, C.M.F. como su ordinario desde el 14 de abril de 2020.

## Territorio y organización
La diócesis tiene 14 864 km² y extiende su jurisdicción sobre los fieles católicos de rito latino residentes en las prefecturas de Fukuoka, Saga y Kumamoto de la región de Kyūshū.
La sede de la diócesis se encuentra en la ciudad de Fukuoka, en donde se halla la Catedral de Nuestra Señora de la Victoria.
En 2019 en la diócesis existían 55 parroquias.
La diócesis limita al noroeste con las diócesis de Hiroshima, al noreste con la diócesis de Oita, al este con la diócesis de Kagoshima y al suroeste con la diócesis de Pusan (Corea del Sur).

## Historia
La diócesis fue erigida el 16 de julio de 1927 con el breve Catholicae Fidei del papa Pío XI, obteniendo el territorio de la diócesis de Nagasaki (hoy arquidiócesis). La diócesis fue confiada inicialmente a la Sociedad de las Misiones Extranjeras de París.
El 27 de marzo de 1928 cedió una parte de su territorio para la erección de la misión sui iuris de Miyazaki (hoy diócesis de Oita) mediante el breve Supremi apostolatus del papa Pío XI.

## Estadísticas
De acuerdo al Anuario Pontificio 2020 la diócesis tenía a fines de 2019 un total de 30 222 fieles bautizados.
| Año                                                                             | Población            | Población | Población      | Sacerdotes | Sacerdotes    | Sacerdotes    | Bautizados por sacerdote | Diáconos permanentes | Religiosos | Religiosos | Parroquias |
| Año                                                                             | Bautizados católicos | Total     | % de católicos | Total      | Clero secular | Clero regular | Bautizados por sacerdote | Diáconos permanentes | Varones    | Mujeres    | Parroquias |
| ------------------------------------------------------------------------------- | -------------------- | --------- | -------------- | ---------- | ------------- | ------------- | ------------------------ | -------------------- | ---------- | ---------- | ---------- |
| 1950                                                                            | 13 712               | 6 000     | 0.2            | 47         | 41            | 6             | 291                      |                      | 7          | 173        | 26         |
| 1970                                                                            | 24 151               | 6 656 400 | 0.4            | 98         | 28            | 70            | 246                      |                      | 78         | 425        | 58         |
| 1980                                                                            | 28 486               | 7 150 914 | 0.4            | 103        | 31            | 72            | 276                      |                      | 81         | 462        | 57         |
| 1990                                                                            | 29 714               | 7 523 417 | 0.4            | 108        | 84            | 24            | 275                      |                      | 35         | 431        | 67         |
| 1999                                                                            | 32 037               | 7 751 210 | 0.4            | 89         | 40            | 49            | 359                      |                      | 52         | 435        | 64         |
| 2000                                                                            | 30 968               | 7 762 559 | 0.4            | 100        | 38            | 62            | 309                      |                      | 67         | 438        | 65         |
| 2001                                                                            | 31 801               | 7 762 559 | 0.4            | 97         | 44            | 53            | 327                      |                      | 56         | 427        | 64         |
| 2002                                                                            | 31 709               | 7 769 538 | 0.4            | 94         | 38            | 56            | 337                      |                      | 59         | 412        | 64         |
| 2003                                                                            | 31 881               | 7 776 543 | 0.4            | 88         | 38            | 50            | 362                      |                      | 55         | 418        | 63         |
| 2004                                                                            | 31 597               | 7 736 047 | 0.4            | 89         | 39            | 50            | 355                      |                      | 57         | 491        | 63         |
| 2006                                                                            | 31 289               | 7 754 937 | 0.4            | 87         | 36            | 51            | 359                      |                      | 58         | 410        | 64         |
| 2013                                                                            | 30 110               | 7 725 151 | 0.4            | 86         | 39            | 47            | 350                      |                      | 52         | 358        | 65         |
| 2016                                                                            | 29 826               | 7 725 204 | 0.4            | 88         | 41            | 47            | 338                      |                      | 51         | 312        | 55         |
| 2019                                                                            | 30 222               | 7 686 200 | 0.4            | 84         | 48            | 36            | 359                      |                      | 41         | 288        | 55         |
| Fuente: Catholic-Hierarchy, que a su vez toma los datos del Anuario Pontificio. |                      |           |                |            |               |               |                          |                      |            |            |            |

### Vida consagrada
En el territorio de la diócesis, desempeñan su labor carismática 51 religiosos (de los cuales 47 son sacerdotes) y 312 religiosas, de diferentes institutos de vida consagrada y sociedades de vida apostólica. Algunos de ellos se originaron en la diócesis, tales como las Hermanas de la Visitación de Japón, fundadas por el misionero francés Albert Breton en 1925, siendo la primera congregación religiosa originaria de Japón.

## Episcopologio
- Fernand-Jean-Joseph Thiry, M.E.P. † (14 de julio de 1927-10 de mayo de 1930 falleció)
- Albert Henri Charles Breton, M.E.P. † (9 de junio de 1931-12 de mayo de 1941 renunció[7]) 
  - Sede vacante (1941-1944)
- Dominic Senyemon Fukahori † (9 de marzo de 1944-15 de noviembre de 1969 retirado[8])
- Peter Saburo Hirata, P.S.S. † (15 de noviembre de 1969-6 de octubre de 1990 retirado)
- Joseph Hisajiro Matsunaga † (6 de octubre de 1990-2 de junio de 2006 falleció)
- Dominic Ryōji Miyahara (19 de marzo de 2008-27 de abril de 2019 renunció)
  - Peter Hironobu Sugihara (27 de abril de 2019-14 de abril de 2020 (presbítero, administrador apostólico)
- Josep Maria Abella Batlle, C.M.F., desde el 14 de abril de 2020